# Чамо
Чамо (Шамо, амх. ጫሞ ሐይቅ) — озеро в юго-западной части Эфиопии, в Регионе наций, национальностей и народов Юга. Расположено в Восточно-Африканском рифте, на высоте 1110 м над уровнем моря. Находится к югу от более крупного озера Абая и города Арба-Мынч, к востоку от гор Гуге.
Северная оконечность озера находится в границах национального парка Нечисар. Согласно данным Центрального статистического агентства Эфиопии озеро составляет 32 км в длину и 13 км в ширину, площадь водного зеркала — 317 км², максимальная глубина — 14 м, площадь водосбора — примерно 18 757 км². В других источниках указывается высота 1235 м над уровнем моря, длина — 26 м, ширина — 22 м, максимальная глубина — 10 м, площадь зеркала — 551 км² и площадь водосбора — 2220 км².
Вдоль берега озера растёт рогоз. В озеро впадает река Кулфо, а также несколько более мелких водотоков.

## Галерея

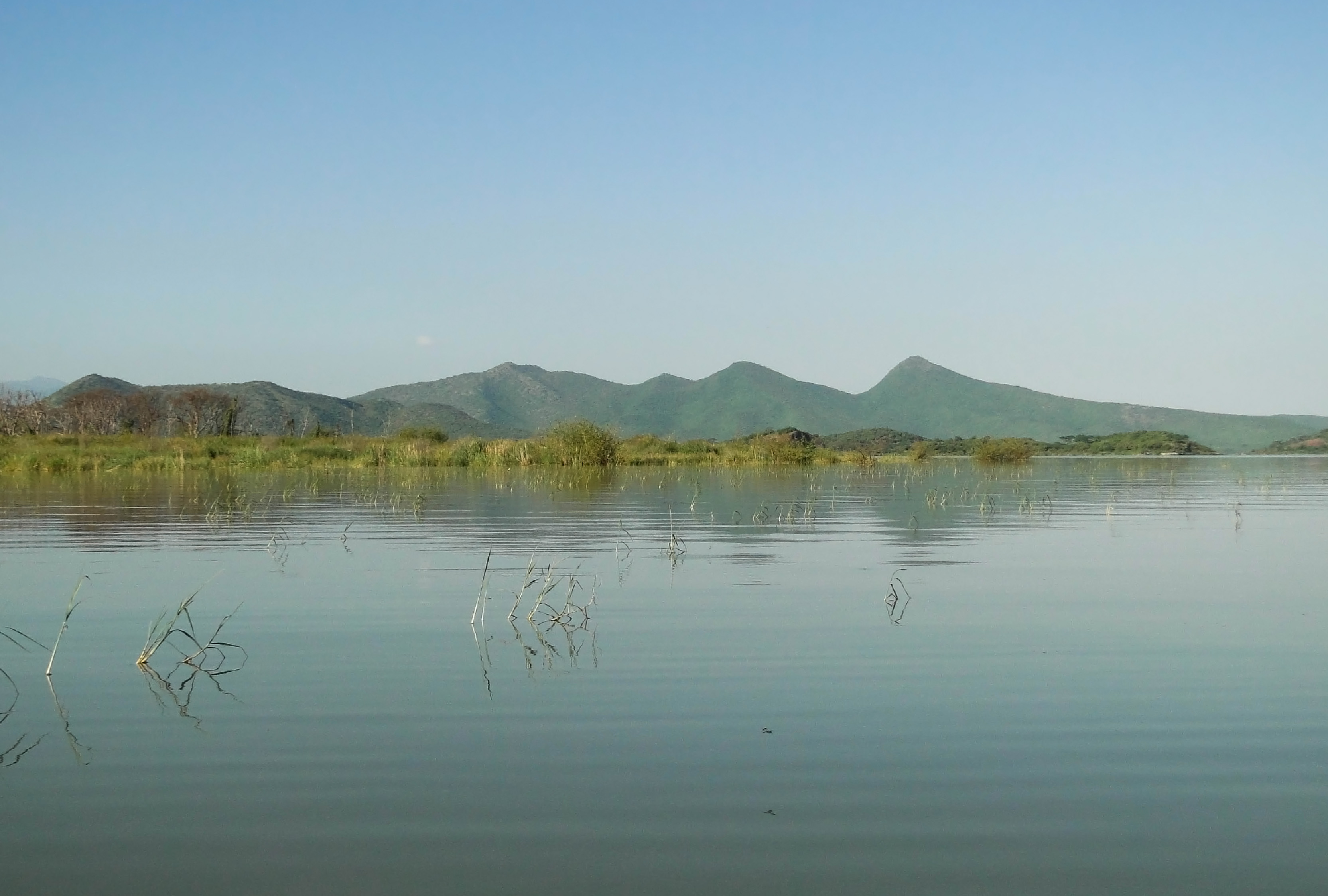
Вид на озеро
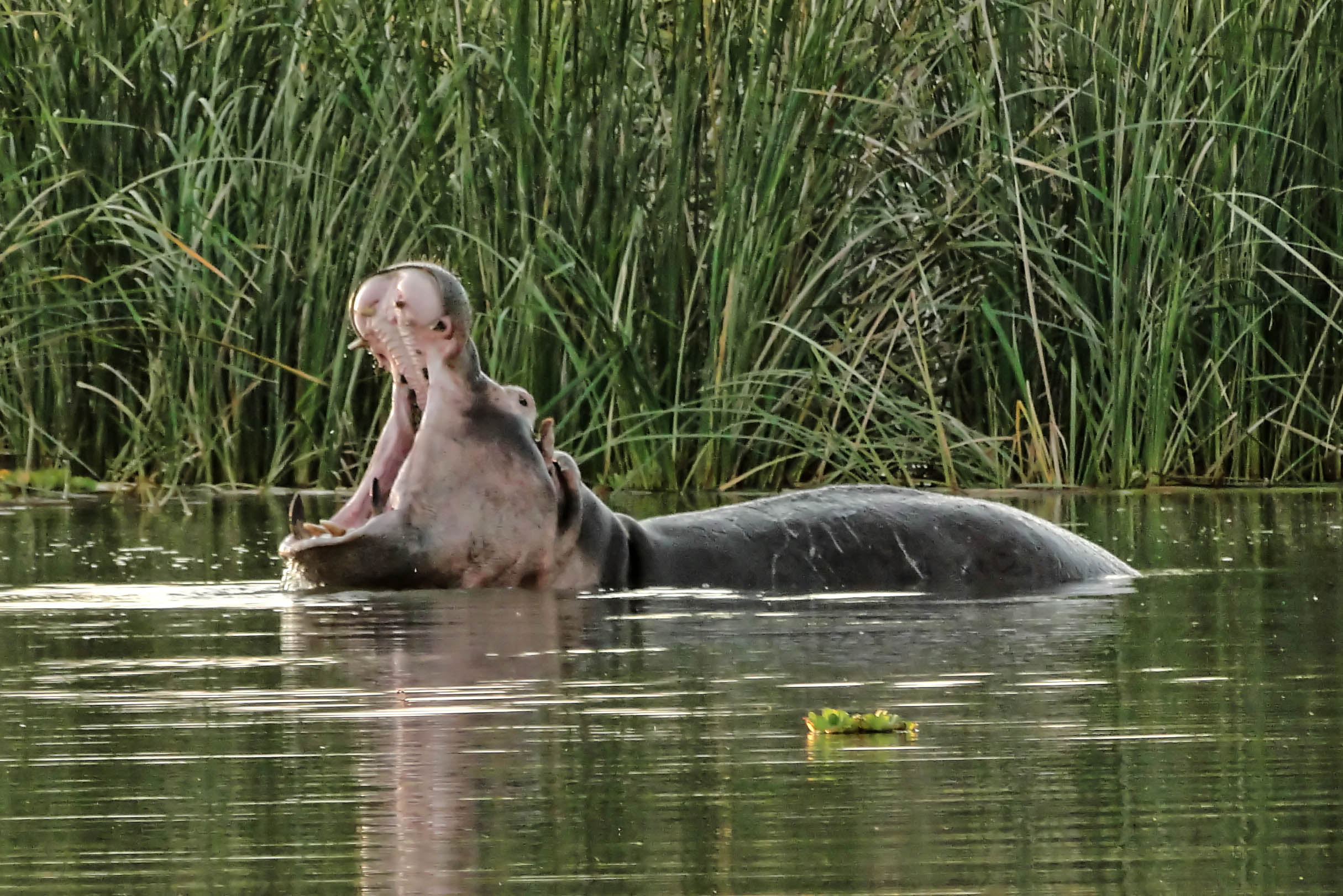
Гиппопотамы на озере Чамо
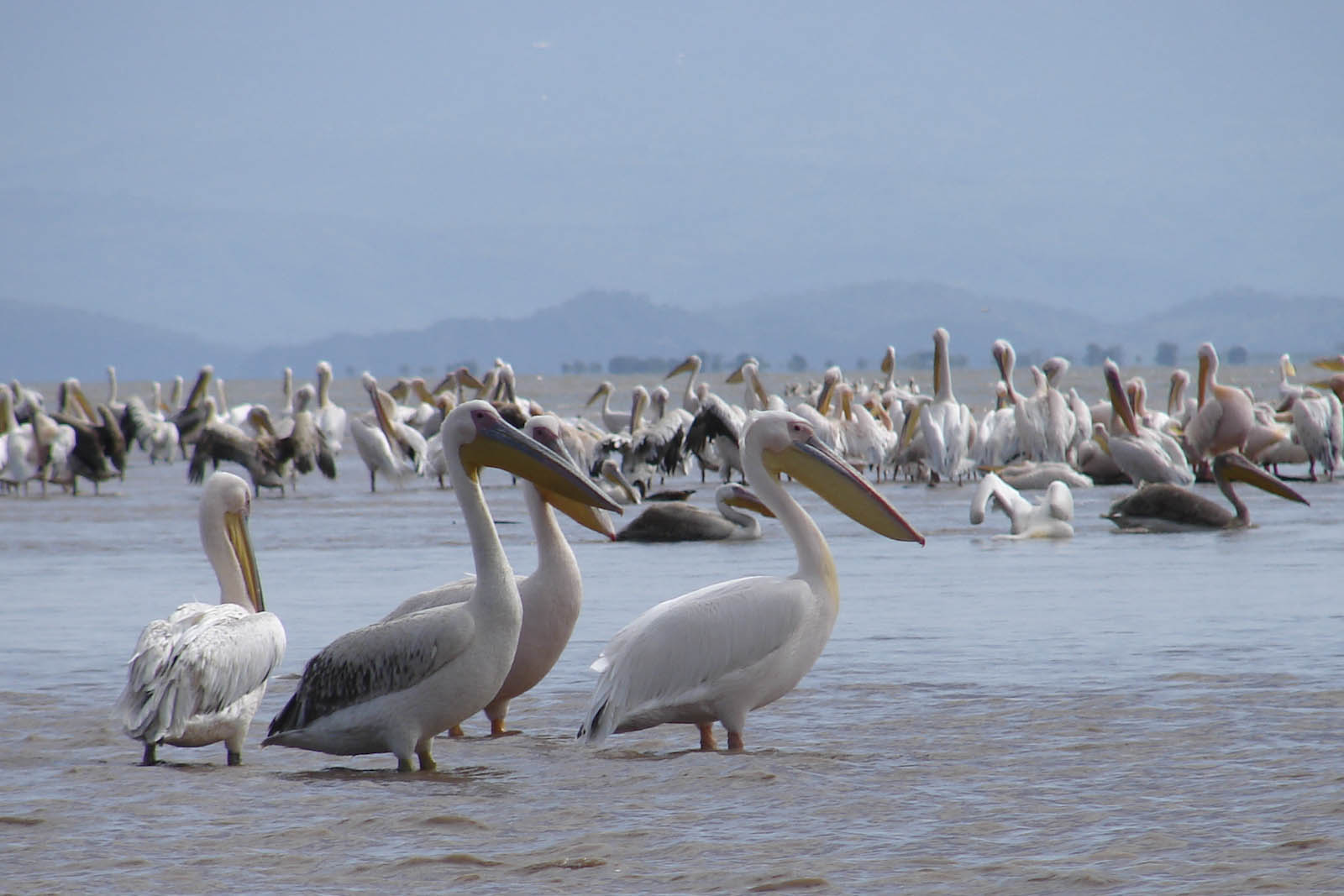
Пеликаны на озере Чамо